# تشارلز ديفيد جونز براينت
تشارلز ديفيد جونز براينت (بالإنجليزية: Charles David Jones Bryant)‏ هو رسام أسترالي، ولد في 11 مايو 1883 في Enmore, New South Wales ‏ في أستراليا، وتوفي في 22 يناير 1937 في سيدني في أستراليا.

## معرض صور

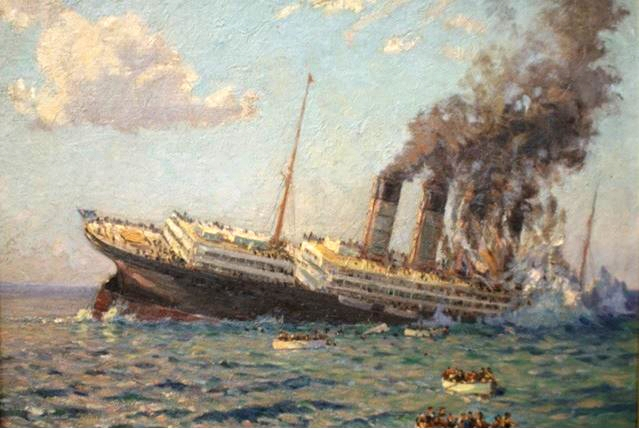
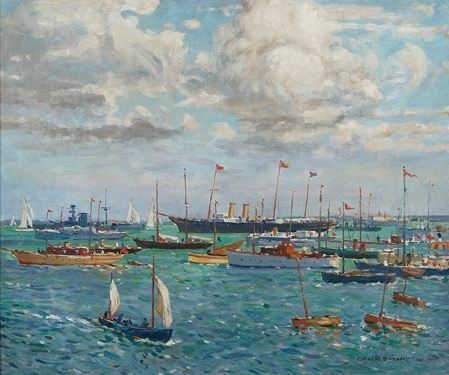
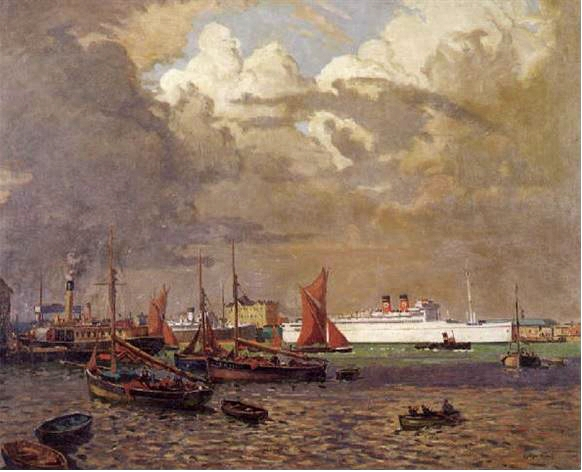